# Asienspiele 1998/Billard
Bei den Asienspielen 1998 in der thailändischen Hauptstadt Bangkok fanden vom 6. bis 19. Dezember 1998 zehn Wettbewerbe im Billard statt.

## Medaillengewinner
| Disziplin                | Gold                                            | Silber                                                                 | Bronze                                             |
| ------------------------ | ----------------------------------------------- | ---------------------------------------------------------------------- | -------------------------------------------------- |
| Dreiband Einzel          | Akio Shimada                                    | Ryūji Umeda                                                            | Kim Jung-kyu                                       |
| English Billiards Einzel | Ashok Shandilya                                 | Geet Sethi                                                             | Paprut Chaithanasakun                              |
| English Billiards Doppel | Geet Sethi Ashok Shandilya                      | Paprut Chaithanasakun Mongkhon Kanfaklang                              | Devendra Joshi Balachandra Bhaskar                 |
| 8-Ball Einzel            | Chao Fong-Pang                                  | Tan Tiong Boon                                                         | Kunihiko Takahashi                                 |
| 8-Ball Doppel            | Lai Chia-hsiung Chang Hao-ping                  | Yang Ching-shun Chao Fong-Pang                                         | Kunihiko Takahashi Satoshi Kawabata                |
| 9-Ball Einzel            | Yang Ching-shun                                 | Kunihiko Takahashi                                                     | Chao Fong-Pang                                     |
| 9-Ball Doppel            | Gandy Valle Romeo Villanueva                    | Lai Chia-hsiung Chang Hao-ping                                         | Anan Terananon Worawit Suriyasriwan                |
| Snooker Einzel           | Shokat Ali                                      | Sam Chong                                                              | Chan Kwok Ming                                     |
| Snooker Doppel           | Sam Chong Ooi Chin Kay                          | Phaitoon Phonbun Noppadon Noppachorn                                   | Shokat Ali Saleh Mohammadi                         |
| Snooker Mannschaft       | Hongkong Chan Kwok Ming Chan Wai Tat Marco Fu 0 | Thailand James Wattana Phaitoon Phonbun Tai Pichit Noppadon Noppachorn | Pakistan Shokat Ali Farhan Mirza Saleh Mohammadi 0 |

## Medaillenspiegel
| Platz  | Land              | Gold | Silber | Bronze | Gesamt |
| ------ | ----------------- | ---- | ------ | ------ | ------ |
| 1      | Chinesisch Taipeh | 3    | 2      | 1      | 6      |
| 2      | Indien            | 2    | 1      | 1      | 4      |
| 3      | Japan             | 1    | 2      | 2      | 5      |
| 4      | Malaysia          | 1    | 1      | 0      | 2      |
| 5      | Pakistan          | 1    | 0      | 2      | 3      |
| 6      | Hongkong          | 1    | 0      | 1      | 2      |
| 7      | Philippinen       | 1    | 0      | 0      | 1      |
| 8      | Thailand          | 0    | 3      | 2      | 5      |
| 9      | Singapur          | 0    | 1      | 0      | 1      |
| 10     | Südkorea          | 0    | 0      | 1      | 1      |
| Gesamt | Gesamt            | 10   | 10     | 10     | 30     |